# AV Films
AV Films (anteriormente Audiovisual Films) es una compañía cinematográfica peruana propiedad de Dorian Fernández-Moris. Ha producida películas muy conocidas en Perú tales como Cementerio General y su secuela, Desaparecer, Secreto Matusita y, recientemente, Maligno.
AV Films tiene a United International Pictures (empresa conjunta de Paramount Pictures y Universal Studios) como distribuidor principal a nivel nacional y extranjero.

## Filmografía
| Año  | Títulos                | Director                            | Notas                                                                         |
| ---- | ---------------------- | ----------------------------------- | ----------------------------------------------------------------------------- |
| 2010 | El último piso         | Dorian Fernández-Moris              |                                                                               |
| 2013 | Cementerio general     | Dorian Fernández-Moris              | Considerada la segunda película más taquillera en la época de su estreno.     |
| 2014 | Secreto Matusita       | Dorian Fernández-Moris              |                                                                               |
| 2015 | Desaparecer            | Dorian Fernández-Moris              |                                                                               |
| 2015 | Cementerio General 2   | Dorian Fernández-Moris              | Secuela de Cementerio General.                                                |
| 2016 | El viejo y sus tesoros | Dorian Fernández-Moris              | Cortometraje producido por BBVA Continental Perú.                             |
| 2016 | Maligno                | Francisco Bardales y Martín Casapía | Primera película codirigida por la empresa y no dirigida por Fernández-Moris. |